# Uwe Erichsen
Uwe Erichsen (* 9. August 1936 in Rheydt) ist ein deutscher Roman- und Drehbuchautor und Schriftsteller.

## Leben
Uwe Erichsen arbeitet seit 1974 zum Teil unter Pseudonym als freier Schriftsteller und verfasste seit dieser Zeit rund 240 Romanhefte und Taschenbuchromane, darunter Western, Agententhriller und Jerry-Cotton-Romane, sowie Kurzgeschichten und Fortsetzungsromane für Zeitschriften. 1988 wurde sein Roman Das Leben einer Katze unter dem Titel Die Katze verfilmt. Außerdem arbeitete Erichsen als Autor verschiedener ARD-Vorabendserien wie bspw. Auf Achse, Der Fahnder und Großstadtrevier, den Tatort sowie die ZDF-Serie Ein Fall für zwei. 2018 schrieb er gemeinsam mit Wolfgang Wysocki das Drehbuch für den Köln-Tatort Bausünden.

## Werke

### Kriminalromane
Alle bei Bastei Lübbe, Bergisch Gladbach, erschienen.
- 1978: Ein Mann kommt raus
- 1979: Schlafende Hunde
- 1979: Todesfalle Nizza
- 1980: Schnee von gestern
- 1981: Was heisst denn hier Freundschaft?
- 1981: Das Weisse im Auge des Feindes
- 1982: Rote Karte für Törtemeyer
- 1982: Feine Freunde
- 1983: Überrollt
- 1984: Höhenrausch
- 1984: Das Leben einer Katze
- 1985: Schade um Maria
- 1985: Ein Eisen im Feuer
- 1986: Lockvogel, flieg!
- 1987: Wie Gift im Blut
- 1988: Das Gesicht des Schattens
- 1989: Eine Katze hat zwei Leben

### Drehbücher (Auswahl)
- 1980: Tatort: Schönes Wochenende
- 1982: Tatort: So ein Tag …
- 1985: Tatort: Acht, neun – aus
- 1989: Tatort: Katjas Schweigen
- 1990: Tatort: Schimanskis Waffe
- 2018: Tatort: Bausünden